# فليمون (تلميذ بولس)
فليمون اسم يوناني معناه محب وكان تلميذا لبولس الرسول وكان شخصا مهما بالكنيسة الأولى وكتب اليه بولس الرسول رسالة فليمون

## حياته
كان فليمون غنيا من سكان كولوسي، وعلى ما يبدو انه شخص عاما بين المواطنين الساكنين في كولوسى ساعد بولس الرسول في الكرازة في كولوسي عاصمة فريجية بأسيا الصغرى لذالك اصبح له مكانة بارزة في المجتمع المسيحي هو وزوجته ابفية وابنه أرخبس، كان من رفقاء بولس وكان في بيته كنيسة وكان ذا محبوبا لدى بولس الرسول وايضا أقامه الآباء الرسل أسقفاً على كولوسي.حتى ان بولس كتب اليه في رسالة وكتب اليه في رأس الرسالة
"بولس عبد يسوع المسيح وتيموثاس الأخ إلي فليمون المحبوب والعامل معنا وإلي أبفية المحبوبة زوجته وأرخبس المتجند معنا (ابنه) وإلي الكنيسة التي في بيتك.. سامعًا بمحبتك والإيمان الذي لك نحو الرب يسوع ولجميع القديسين.. لأن لنا فرحًا كثيرًا وتعزية بسبب محبتك لأن أحشاء القديسين قد استراح بك أيها الأخ (رسالة فليمون 1:1-7)

## قصة انسيمس

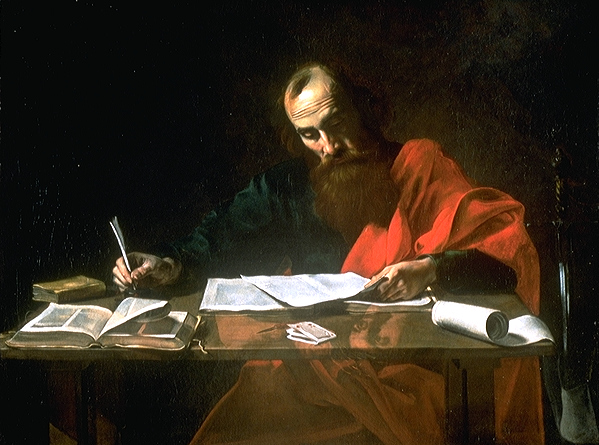
بولس الرسول

له عبد اسمه أنسيمس سرق منه بعض الأموال وهرب إلي روما وهناك التقي ببولس الرسول في السجن.فعلمه بولس الرسول الإيمان المسيحي وجعله يتوب ويترك شره القديم، ثم أرسله إلي سيده فليمون وبيده الرسالة إلي فليمون يناشده فيها الصفح عن عبده التائب أنسيمس وأن يقبله لا كعبد رقيق بل كأخ في المسيح، واستجاب فليمون لنداء بولس الرسول وقبل أنسيمس بفرح.

## وفاته
وفى عام 65م قبض عليه الوثنيون هو وأسرته وجلدوهم ووضعوهم في حفرة ورجموهم فماتوا .

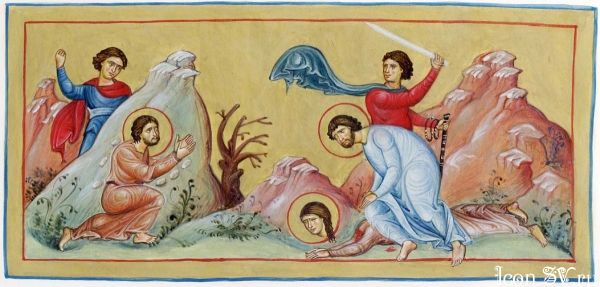
اسشهاد فليمون